# Julie en Herman
Julie en Herman is een Nederlandse speelfilm uit 2003.
Het verhaal van de film draait rond een leerlinge op een middelbare school, Julie. Ze is niet geïnteresseerd in school, en daarmee wordt ze door haar geschiedenisleraar, Herman, voor schut gezet. Julie besluit hem terug te pakken, en daartoe zijn zwakke plek te zoeken. Aan het einde van de film gaat ze daarin heel ver. De hoofdrollen in deze film worden vertolkt door Jack Wouterse en Lore Dijkman.
De regie is verzorgd door Kate Brown; naast Dijkman en Wouterse worden rollen vertolkt door Yoka Verbeek en Achmed Elghazaoui. De film past in de serie De nieuwe Lola's.